# Julia (Eurythmics-Lied)
Julia ist ein Lied des britischen Pop-Duos Eurythmics aus dem Jahr 1984. Es erschien im November des Jahres auf dem Soundtrackalbum 1984 (For the Love of Big Brother) sowie als zweite und letzte Single daraus im Januar 1985.

## Hintergrund
Das Lied wurde von den beiden Eurythmics-Mitgliedern Annie Lennox und David A. Stewart geschrieben beziehungsweise komponiert. Stewart zeichnete darüber hinaus für die Produktion verantwortlich. Musikalisch bewegt sich das Lied in den Bereichen der elektronischen und der Popmusik, stilistisch im Bereich des Synthiepops. Der Liedtitel verweist auf die gleichnamige Figur in George Orwells Roman 1984.
Die Erstveröffentlichung von Julia erfolgte als Teil des Soundtrackalbums 1984 (For the Love of Big Brother) am 12. November 1984. Im Januar 1985 erschien es erstmals als offizielle Singleauskopplung durch Virgin Records. Diese erschien gleichzeitig als 7″-Single sowie 12″-Single mit jeweils der B-Seite Ministry of Love. Auf dem Frontcover ist Suzanna Hamilton zu sehen, die im Filmdrama 1984 die Julia verkörperte.

## Musikvideo
Das dazugehörige Musikvideo entstand unter der Regie von Chris Ashbrook. Dieses ist Teil des Videoalbums Greatest Hits, obwohl nicht Teil der Audioausführung.

## Rezeption

### Rezensionen
“A dreamy and ethereal piece which is almost exclusively Lennox’ airy vocals and David Stewart’s synthesizer meanderings.”

### Charts und Chartplatzierungen
Julia stieg am 13. Januar 1985 auf Rang 54 der britischen Singlecharts ein und erreichte in der Folgewoche mit Rang 44 seine beste Chartnotierung. Es avancierte zum achten Charthit der Eurythmics in Großbritannien und platzierte sich insgesamt vier Wochen in den Charts.
| ChartsChartplatzierungen     | Höchstplatzierung | Wochen |
| ---------------------------- | ----------------- | ------ |
| Vereinigtes Königreich (OCC) | 44 (4 Wo.)        | 4      |